# Амаду, Ибраим
Ибраи́м Амаду́ (фр. Ibrahim Amadou; родился 6 апреля 1993 года в Дуале, Камерун) — французский футболист, полузащитник клуба «Шанхай Шэньхуа».

## Карьера
Ибраим Амаду родился в столице Камеруна Дуале в 1993 году, в возрасте четырёх лет переехал во Франции и жил в коммуне Коломб, где играл за местную команду «Шмино-де-Л’Уэст». Затем футболист провёл 4 года в составе молодёжной команды парижского «Расинга», после чего в 2008 году попал в академию «Нанси».
На профессиональном уровне Ибраим дебютировал 26 мая 2013 года, сыграв одну минуту в матче последнего тура чемпионата Франции сезона 2012/13 против «Бреста». 8 августа 2014 года Амаду забил свой первый гол за «Нанси» в матче Лиги 2 против «Орлеана».
16 июля 2015 года футболист подписал четырёхлетний контракт с «Лиллем», стоимость трансфера игрока составила 2 млн евро. Ибраим дебютировал за новую команду в матче первого тура чемпионата Франции 2015/16 против ПСЖ 7 августа 2015 года, сыграв на позиции центрального защитника вместе с Ренато Сивельи, «Лилль» в том матче проиграл со счётом 0:1. Первый гол за «Лилль» Амаду забил 12 марта 2016 года в ворота «Бастии». В начале сезона 2017/18 главный тренер «Лилля» Марсело Бьелса назначил Амаду капитаном команды. 13 августа 2017 года в проигранном со счётом 0:3 матче против «Страсбура» Ибраим вынужденно сыграл на позиции вратаря, после удаления вратаря «Лилля» Майка Меньяна.
2 июля 2018 года Амаду подписал четырёхлетний контракт с клубом чемпионата Испании «Севильей», сумма трансфера составила 15 млн евро. За новую команду футболист дебютировал 9 августа 2018 года, отыграв полный матч квалификации Лиги Европы против «Жальгириса».
7 августа 2019 года перешёл в английский клуб «Норвич Сити» на правах аренды до окончания сезона 2019/20.

## Карьера в сборной
Родившийся в Камеруне, но выросший во Франции Ибраим Амаду принял участие в двух матчах юношеской сборной Франции до 19 лет и в 2016 году был приглашён в основную сборную Камеруна для выступления на Кубке африканских наций, но отклонил это предложение.